# Bayernwarte

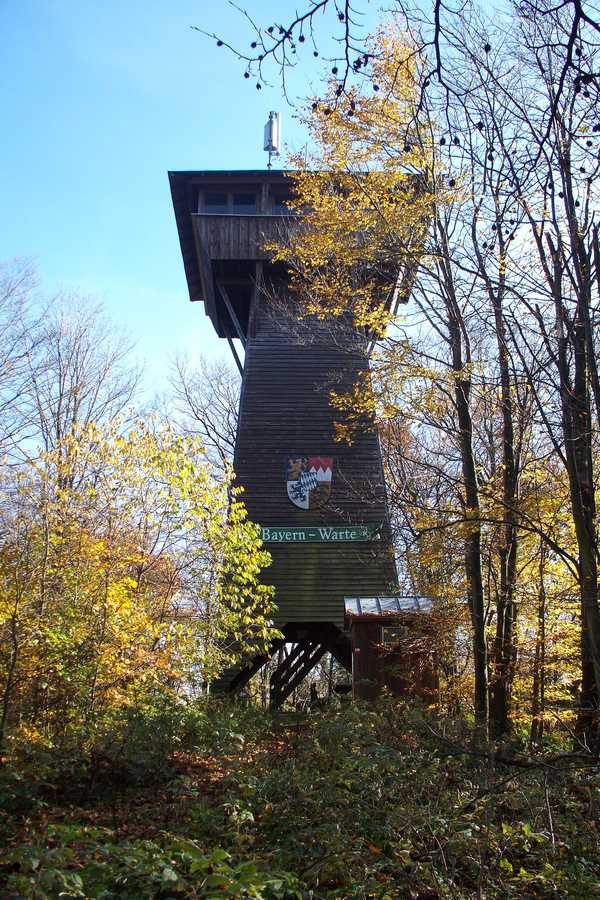
Bayernwarte

Die Bayernwarte ist ein Aussichtsturm im Bayerischen Wald auf dem Dieberg gelegen bei Furth im Wald, Landkreis Cham.
Der Aussichtsturm wurde 1974/75 durch die Bergwacht Furth im Wald mit Zuschüssen der Stadt Furth im Wald und des Naturparkvereins Cham erbaut. Der Turm steht auf dem Höhenzug des Diebergs nahe der Grenze zu Tschechien auf 639 m. Der Turm selbst ist eine Holzkonstruktion auf Betonfundamenten mit einer Höhe von 20 m. Das erlaubt einen Ausblick auf die umliegenden Berge des Bayerischen Waldes und des Böhmerwaldes. Zu sehen sind der Hohe Bogen mit den beiden Türmen, zudem der Čerchov, auch mit einem Radarturm auf der Spitze. Der Aufstieg erfolgt vom ca. 1 km entfernten Parkplatz, nur der Schlussanstieg geht steil nach oben.